# Krimo Bernaoui
Pour les articles homonymes, voir Bernaoui.
Krimo Bernaoui, né le 24 janvier 1967, est un joueur algérien de volley-ball,

## Clubs

### Joueur
| Club               | Pays    | De | À |
| ------------------ | ------- | -- | - |
| NAA Hussein-Dey    | Algérie |    |   |
| MC Alger           | Algérie |    |   |
| Club Vigo Voleibol | Espagne |    |   |

### Entraîneur
| Club             | Pays                | De        | À |
| ---------------- | ------------------- | --------- | - |
| MC Alger         | Algérie             | 2004-2007 |   |
| Al Wasl Dubaï    | Émirats arabes unis | 2007-2008 |   |
| Équipe d'Algérie | Algérie             | 2019-2020 |   |

## Joueur

### En club
Mouloudia Club d'Alger
- Vainqueur de la Coupe d'Afrique des clubs champions :1988
  - Finaliste : 1989, 1990, 1991
- Champion d'Algérie 1989,1991, 2003
- Coupe d'Algérie 1989, 1990, 1991, 2003

### En sélection
Avec l'équipe d'Algérie, il obtient les résultats suivants :
- Jeux olympiques :
  - 1992 : 12e
- Championnats du monde :
  - 1994 : 13e
- Championnat d'Afrique :
  - 1991:   Vainqueur
  - 1993 :   Vainqueur
  - 1989 :  Finaliste
  - 1995 :  Troisième
  - 1997 :  Troisième
  - 1999 :  Troisième
- Jeux africains :
  - 1991:   Vainqueur
- Championnat arabe :
  - 1994:   Vainqueur

## Entraîneur

### en club
Mouloudia Club d'Alger
- Vainqueur de la Coupe d'Afrique des clubs champions : 2007[4]
- Vainqueur du Championnat d'Algérie : 2005, 2006, 2007
- Vainqueur de la Coupe d'Algérie : 2005, 2007
- Finaliste de la Coupe d'Algérie : 2006

  Al Wasl Dubaï
- Vainqueur de la Coupe des Émirats arabes unis : 2015
- Finaliste de la Coupe de la Fédération des Émirats arabes unis : 2007-2008
- Finaliste de la Coupe des Émirats arabes unis : 2008, 2010

### En sélection
- Championnat d'Afrique :
  - 2023 :  Finaliste
- Jeux Panarabes
  - 2023:  Finaliste